# Robert Scherer (Künstler)
Robert Scherer (* 7. Juni 1928 in Kortsch) ist ein Südtiroler Bildhauer, Maler, Grafiker und Glaskünstler.

## Leben und Wirken
Er absolvierte die Grundschulausbildung in der Katakombenschule. Seine Eltern optierten 1939 für die Auswanderung nach Deutschland. Stationen waren Linz und Ottensheim (1939/40), Rufach (1942), Schweiklberg (1943) und Heidelberg.
1944/45 musste er zur deutschen Wehrmacht und geriet in Berlin in amerikanische Kriegsgefangenschaft. 1945 kehrte er nach Ottensheim zurück. 1946 floh er aus der sowjetischen Besatzungszone und kehrte an seinen Geburts- und Heimatort Kortsch zurück.
Zwischen 1947 und 1949 war er als Lehrling bei einem Dekorationsmaler in Schlanders und bei einem Restaurator in Bruneck beschäftigt. Von 1951 bis 1958 studierte er an der Akademie der Bildenden Künste Wien bei Franz Santifaller, Albert Paris Gütersloh, Herbert Boeckl und Christian Ludwig Martin. Er schloss mit dem Diplom für Malerei und Graphik ab. Zwei Jahre widmete er einem Architekturstudium bei Clemens Holzmeister.
Von 1960 bis 1966 unterrichtete er Kunsterziehung in Brixen, Klausen, Bruneck und Bozen, begann mit ersten Ausstellungen und erhielt erste Aufträge für Wandmalereien. 1966 ließ er sich als freischaffender Künstler in Bozen nieder, unternahm Reisen und absolvierte Studienaufenthalte in Italien. Ab 1968 fungierte er als Mitarbeiter an der Glashütte Fucina degli Angeli. 1969 übersiedelte er nach Eppan, 1974 nach Altenburg bei Kaltern und 1988 wieder zurück nach Eppan. Von 1977 bis 1980 lehrte er Wandmalerei an der Internationalen Sommerakademie Salzburg. Er richtete den Palazzo Malfatti in Ala zu einem Grafikzentrum ein. Scherer ist Mitbegründer und Leiter der Freskoschule in Bozen (1980 bis 1985 Südtiroler Bildungszentrum). Er unterrichtete ab 1996 am Europäischen Entwicklungszentrum für neue Glastechniken in Bozen.
Sein künstlerisches Werk umfasst Wandmalerei, Entwurf und Ausführung von Glasfenstern, Skulpturen und Mosaiken, Bleistift-, Tusch-, Rötel-, Kreide- und Pastellzeichnungen sowie Aquarell als Temperea-, Öl- und Acrylmalerei.
Er gehörte einige Zeit dem Oberösterreichischen Kunstverein an.

## Ausstellungen
- Stadtmuseum Bruneck (2008)[2]
- Schloss Kastelbell, organisiert vom Südtiroler Künstlerbund (2008)[3]

## Auszeichnungen
- Walther-von-der-Vogelweide-Preis (2003)[4]